# Khalen Saunders
Khalen Saunders (San Luis, Misuri, 9 de agosto de 1996) es un jugador profesional estadounidense de fútbol americano que se desempeña en la posición de defensive tackle en New Orleans Saints, equipo de la National Football League (NFL).

## Carrera
Fue seleccionado en la tercera ronda en la Reunión Anual de Selección de Jugadores de la NFL de 2019. Hizo su debut profesional con el equipo Kansas City Chiefs, en el cual jugó cuatro temporadas (2019-2023), luego pasó a New Orleans Saints, donde lleva jugando una temporada.